# Haloragodendron
Haloragodendron es un género de plantas de la familia  Haloragaceae. Comprende 6 especies descritas.

## Taxonomía
El género fue descrito por  Anthony Edward Orchard y publicado en Bull. Auckland Inst. Mus. 10: 140. 1975. La especie tipo es: Haloragodendron racemosum (Labill.) Orchard

## Especies aceptadas
A continuación se brinda un listado de las especies del género Haloragodendron aceptadas hasta mayo de 2014, ordenadas alfabéticamente. Para cada una se indica el nombre binomial seguido del autor, abreviado según las convenciones y usos. 
- Haloragodendron baeuerlenii (F.Muell.) Orchard
- Haloragodendron gibsonii Peter G.Wilson & M.L.Moody
- Haloragodendron glandulosum Orchard
- Haloragodendron lucasii (Maiden & Betche) Orchard
- Haloragodendron monospermum (F.Muell.) Orchard
- Haloragodendron racemosum (Labill.) Orchard